# تشارلز وايت (طبيب)
تشارلز وايت (بالإنجليزية: Charles White)‏‏ (4 أكتوبر 1728 في مانشستر - 20 فبراير 1813 ) طبيب، وجراح من المملكة المتحدة لبريطانيا العظمى وأيرلندا.

## الجوائز
- زمالة الجمعية الملكية

## روابط خارجية
- تشارلز وايت على موقع الموسوعة البريطانية (الإنجليزية)